# Volleybalvereniging Martinus (pallavolo femminile)
Il Volleybalvereniging Martinus fu un club di pallavolo femminile olandese con sede a Amstelveen.

## Palmarès
- Campionato olandese: 4

2005-06, 2006-07, 2007-08, 2008-09
- Coppa dei Paesi Bassi: 6

1989-90, 1990-91, 2005-06, 2006-07, 2007-08, 2008-09
- Supercoppa olandese: 4

1992, 2006, 2007, 2008